# بافل فيزنر
بافل فيزنر (بالتشيكية: Pavel Vízner)‏ مواليد 15 يوليو 1970 في براغ، تشيكوسلوفاكيا، هو لاعب كرة مضرب تشيكي سابق بدأ مسيرته كمحترف سنة 1990 وكان يلعب باليد اليمنى. أعلى تصنيف له في الفردي كان المركز الـ 435 في سنة 1993. سبق أن شارك في دورة الألعاب الأولمبية الصيفية.

## الخط الزمني للزوجي
مفتاح
| ف | ن | ن.ن | ر.ن | د# | د.م | ل | أ.أ | ت | غ | ب | ف | ذ | م.خ | ل.ت |

(ف) فاز بالبطولة (ن) وصل النهائي (ن.ن) نصف النهائي (ر.ن) ربع النهائي (د#) الأدوار الأربعة الأولى (د.م) دور المجموعات (ل) شارك في كأس ديفيز (أ.أ) خرج من الأدوار الاولى (ت) خسر التصفيات التأهيلية (غ) غاب عن الحدث أو البطولة (ب) حصل على ميدالية برونزية (ف) حصل على ميدالية فضية (ذ) حصل على ميدالية ذهبية (م.خ) بطولة الماسترز خُفضت إلى مرتبة أقل (ل.ت) البطولة لم تعقد في السنة المعينة.
لتجنب الارتباك وازدواجية الحساب، يتم تحديث هذه المعلومات إما في نهاية البطولة، أو عندما تكون مشاركة اللاعب في البطولة قد انتهت.
| الدورة            | 1990 | 1991 | 1992 | 1993 | 1994 | 1995 | 1996 | 1997 | 1998 | 1999 | 2000 | 2001 | 2002 | 2003 | 2004 | 2005 | 2006 | 2007 | إجمالي ف/م |
| ----------------- | ---- | ---- | ---- | ---- | ---- | ---- | ---- | ---- | ---- | ---- | ---- | ---- | ---- | ---- | ---- | ---- | ---- | ---- | ---------- |
| أستراليا المفتوحة | غ    | غ    | غ    | غ    | غ    | غ    | غ    | د1   | غ    | د3   | د1   | د2   | د3   | د1   | د1   | د2   | د2   | د2   | 0 / 10     |
| فرنسا المفتوحة    | غ    | غ    | غ    | غ    | غ    | غ    | د2   | د1   | د1   | د1   | د2   | ن    | د1   | د3   | د2   | د2   | ن.ن  | ن    | 0 / 11     |
| بطولة ويمبلدون    | غ    | غ    | غ    | غ    | غ    | غ    | د3   | ن.ن  | د2   | د2   | د2   | ر.ن  | د1   | د1   | د3   | د3   | ر.ن  | ر.ن  | 0 / 11     |
| أمريكا المفتوحة   | غ    | غ    | غ    | غ    | غ    | غ    | د1   | غ    | د1   | د1   | د1   | د3   | د2   | د2   | د3   | ر.ن  | د2   | ن    | 0 / 11     |
| تصنيف نهاية العام | 408  | 426  | 643  | 247  | 208  | 141  | 28   | 50   | 60   | 76   | 59   | 17   | 34   | 27   | 20   | 27   | 15   | 5    | N / A      |

- إجمالي ف / م = إجمالي الفوز والمشاركة

## روابط خارجية
- بافل فيزنر على موقع رابطة محترفي التنس (الإنجليزية)
- بافل فيزنر على موقع الاتحاد الدولي لكرة المضرب (الإنجليزية)
- بافل فيزنر على موقع كأس ديفيز (الإنجليزية)
- بافل فيزنر على موقع خلاصة التنس.كوم (الإنجليزية)
- بافل فيزنر على موقع أوليمبيديا (الإنجليزية)
- بافل فيزنر على موقع اللجنة الأولمبية التشيكية (التشيكية)